# İrfan Can Eğribayat
İrfan Can Eğribayat (sinh 30 tháng 6 năm 1998), là một cầu thủ bóng đá Thổ Nhĩ Kỳ, thi đấu cho Adanaspor ở vị trí thủ môn.

## Sự nghiệp chuyên nghiệp
İrfan Can ra mắt Adanaspor trong trận thắng 4-3 tại TFF First League trước Elazığspor ngày 16 tháng 5 năm 2015. Anh ra mắt Süper Lig trong trận hòa 1-1 với Konyaspor ngày 20 tháng 5 năm 2017.